# Живко Станев
Живко Станев е български актьор и певец. Известен е с озвучаването на филми и сериали.

## Биография
Роден е в София на 6 октомври 1992 г. Неговите баба и дядо са народни певци. Живко се занимава с пеене от 1999 г.

## Кариера на озвучаващ актьор
Станев започва да се занимава с дублаж през 2003 г. Първата му роля е на малкия Симба в нахсинхронния дублаж на анимационния филм „Цар Лъв“, записан в студио „Александра Аудио“.
Малко по-късно озвучава близнаците Джим и Тим Суперплюс в „Ким Суперплюс“, Дашиъл „Даш“ Пар във „Феноменалните“, „Самурай Джак“, „Цар лъв 3: Хакуна матата“, както и певческата част за песента „За да си част от нас“ за „Питър Пан: Завръщане в Невърленд“.
Измежду другите заглавия, които е дублирал, са „Нико и пътят към звездите“, „Мързелград“, „Остров Пълна драма“, „Бизаардварк“, „Ела, изпей!“, „Ела, изпей! 2“, „Бакуган“, „Отнесена от духовете“, „Тайният свят на Ариети“, „Полет преди Коледа“, „Приказки от Землемория“ и други.
Станев работи за студиата „Александра Аудио“, „Доли Медия Студио“, студио 1+1 и „Про Филмс“.

## Певческа кариера
По време на ученическите си години Станев пее в училищните формации „Деца на Света“ и „Хаверим“ (специализираща в песни на иврит), ръководени съответно от Евгения Богданова и Лика Ешкенази. Участва в концерт за 125-годишнината на фондация „Роналд Лаудер“ в Ню Йорк.
През 2006 г. учи поп и джаз пеене в Нов музикален център заедно с дуетната си половинка Виктория Тодорова – Тория с преподавателки Румяна Коцева и Румяна Георгиева.
Живко се състезава в реалити формата „Екс Фактор България“ през 2015 г. Станев получава „да“ на кастингите и бива добавен към отбор „момчета“ на Саня Армутлиева. Отпада на третите живи концерти в директен музикален двубой срещу Дара.
През 2019 г. взима участие в концерт с музиката от филмите с Джеймс Бонд като солист на Софийската филхармония.

## Други дейности
През 2022 г. Станев е част от стендъп спектакъла „Смей се с GLAS“, първото комедийно шоу с куиър и ЛГБТ комедианти в България. Част от приходите отиват за хора в нужда чрез организацията „Киев Прайд“.

## Личен живот
Станев е с ЛГБТ сексуалност.